# Карл Хрон
Карл Хрон (на чешки: Karl Hron) е австроунгарски журналист, известен в Северна Македония с македонистката си брошура от 1890 година.

## Биография
Роден е през 1852 година във Виена. След смъртта на родителите, които са от чешки произход, се записв в Чешката гимназия във Виена. В периода 1869-1883 година е офицер в Австроунгарската армия. Участва в операцията по анексия на Босна и Херцеговина. След като напуска армията, няколко години работи във военно-техническо издателство, а след това е дописник на вестник. През 1886-1887 година се мести в Източна Сърбия – Ниш, Враня и Прокупле, и работи като сръбски чиновник по тютюневия монопол. Както сам твърди, в Сърбия, на езиковата граница между българския и сръбския език научава български. През 1888 г. е журналист в Будапеща, а през 1889 г. предприема пътешествие в Босна, Черна гора, Албания и Косово, като за известно време е затворен от турските власти поради съмнение, че е австрийски шпионин. Дейността на Хрон на Балканите съвпада с активизирането на усилията на австроунгарската политика да засили позициите си в посока към Солун, като целта е да неутрализира както българското, така и сръбското влияние. Впоследствие работи като дописник в различни австрийски вестници в Будапеща и Виена. Пътува из Русия и Близкия изток. От подчертан австроунгарски експанзионист се обръща в яростен противник на политиката на Австро-Унгария по Източния въпрос.

## Трудове
В 1890 година във Виена излиза брошурата му „Das Volksthum der Slaven Makedoniens. Ein Beitrag zur Klarung der Orientfrage“ (Народността на македонските славяни. Един принос за разясняване на Източния въпрос). Според Хрон, повод за написването на брошурата са две книги от сръбски автори – „Топографическо-этнографическій очеркъ Македоніи“ (Санкт Петербург, 1889) на Стефан Веркович, в което се застъпва гледището за българската принадлежност на македонските славяни и „Македония и Стара Сърбия“ (Белград, 1890) на Спиридон Гопчевич, която е написана от гледна точка на крайния сръбски шовинизъм от края на XIX век. В книгата си Хрон полемизира главно с Гопчевич.
Въпреки че отзвукът от брошурата на Хрон сред съвременниците е повече от скромен и се разглежда преди всичко като куриоз, в югославската македонистка книжнина Хрон се приема за значим „македонолог“. През 1990 година неговата работа е издадена в Скопие заедно със студията на Рихард фон Мах от 1895 г. „Die Macedonische Frage“, която разглежда славянското население в Македония като българско.